# Martijn Vos
Martijn Vos (Warnsveld, 18 juli 1994) is een Nederlands voetbalscheidsrechter. Hij is in dienst van de KNVB en leidt per seizoen 2020/2021 voornamelijk wedstrijden in de Keuken Kampioen Divisie.
Op 27 mei 2020 werd bekend dat Vos samen met enkele andere scheidsrechters was gepromoveerd naar de Masterclass van het betaald voetbal. Vanaf dat moment kreeg Vos aanstellingen in de Eerste divisie. Op 3 november 2020 maakte hij zijn debuut in het betaalde voetbal bij de wedstrijd FC Dordrecht tegen Jong FC Utrecht (0–3). Tijdens deze wedstrijd gaf hij twee gele kaarten.
Op 17 februari 2024 maakte Vos zijn debuut in de Eredivisie bij de wedstrijd PEC Zwolle- Almere City (0-1). Vos gaf in deze wedstrijd 4 gele kaarten. 